# Шевадзуцкий, Игорь
Игорь Шевадзуцкий (укр. Ігор Шевадзуцький; род. 23 марта 1990, Кривой Рог, Днепропетровская область) — украинский боксёр-профессионал, выступающий в тяжёлой весовой категории. Мастер спорта Украины международного класса, член сборной Украины по боксу (2013—2018), двукратный чемпион Украины (2016, 2017), серебряный (2018) и бронзовый (2015) призёр чемпионата Украины, многократный призёр международных и национальных турниров в любителях.
Лучшая позиция по рейтингу BoxRec — 70-я (август 2022), и являлся 4-м среди украинских боксёров тяжёлой весовой категории, — входя в ТОП-70 лучших тяжёловесов всего мира.

## Биография
Родился 23 марта 1990 года в городе Кривой Рог на Украине.

## Любительская карьера
В любителях активно выступал на различных уровнях соревнований будучи членом сборной Украины по боксу с 2013 по 2018 годы. И в это время Игорь время от времени становился первым номером для сборной Украины, но чаще всего первое место в сборной занимал его конкурент Виктор Выхрист.
В декабре 2013 года в Ивано-Франковске, на чемпионате Украины в первом раунде соревнований победил по очкам Романа Мирошниченко, но в четвертьфинале по очкам уступил Тарасу Неудачину — который в итоге завоевал бронзу чемпионата Украины. И в сентябре 2014 года в Киеве, на чемпионате Украины в первом раунде соревнований победил по очкам Роберта Жмурко, но в четвертьфинале по очкам опять уступил Тарасу Неудачину — который в этом году завоевал серебро чемпионата Украины.
В августе 2015 года на чемпионате Европы в Самокове (Болгария) в четвертьфинале по очкам (0:3) проиграл опытному румыну Михай Нистору. Но в ноябре 2015 года в Виннице, завоевал бронзу на чемпионате Украины.
В ноябре 2016 года в Харькове, впервые стал чемпионом Украины, победив в финале по очкам (2:1) Виктора Выхриста. И в ноябре 2017 года во Львове, вторично стал чемпионом Украины, победив в финале Андрея Городецкого. Но в ноябре 2018 года в Харькове, завоевал серебро на чемпионате Украины, проиграв в финале Виктору Выхристу.
В 2014—2015 годах выступал в полупрофессиональной лиге «Всемирная серия бокса» за команду «Украинские атаманы», где провёл пять боёв — из них в трёх став победителем и два боя проиграв решением судей опытным боксёрам — кубинцу Ленье Перо и россиянину Максиму Бабанину.

## Профессиональная карьера
23 июня 2019 года в Претории (ЮАР) провёл дебютный бой на профессиональном ринге, победив техническим нокаутом в 1-м же раунде южноафриканца Викуса Людеке (0-4).
Шевадзуцкий неоднократно был спарринг-партнёром в тренировочном лагере россиянина Александра Поветкина, в августе 2020 года помогая ему подготовиться к чемпионскому бою «Диллиан Уайт — Александр Поветкин».
3 октября 2020 года Игорь в Пловдиве (Болгария), одержал пятую досрочную победу подряд на профессиональном ринге, техническим нокаутом в 3-м раунде победив боснийского джорнимена Аднана Деронью (3-1).
12 июня 2021 года в Киеве (Украина) досрочно победил техническим нокаутом во 2-м раунде опытного грузина Паата Адуашвили (10-30-3).
18 декабря 2021 года в Броварах (Украина), в конкурентном бою, единогласным решением судей (счёт: 58—56 трижды) победил опытного польского джорнимена Камиля Соколовского (11-23-2).
13 августа 2022 года в Гамбурге (Германия) решением судьи (счёт: 80—72) победил возрастного американского спойлера Кевина Джонсона (35-19-1).

#### Бой с Мартином Баколе
Бой планировалось провести в Ливерпуле, но состоялся он в 22 апреля 2023 года в польском городе Жешув в андеркарде боя за титул WBC в бриджервейте (до 101,6 кг), между Лукашем Ружаньским (14-0) который победив Алена Бабича (11-0), стал вторым обладателем этого пояса. 29-летний Баколе отправил небитого украинского проспекта в нокдаун во втором раунде (комбинация правый снизу и левый боковой). Игорь хоть и продолжил бой, но до гонга выживал под ударами оппонента. После того как Баколе захватил явное преимущество, в третьем раунде рефери был вынужден остановить поединок.

#### Бой с Эдонисом Беришей
25 февраля 2023 года в Висбадене (Германия) провел бой с небитым 20-летним косовским боксером из Германии Эдонисом Беришей. В первом раунде боксеры устроили плотный бой обменивались ударами и обоюдно попадали. В концовке уже ощущалось преимущество Игоря в выносливости и точности. Во-втором раунде украинец нарастил давление и шел вперед, когда как соперник устал и начал отталкивать оппонента изредко отвечая на удары. В перерыве между вторым и третьим раундом Бериша отказался от продолжения боя.

#### Бой с Кубратом Пулевым
30 марта 2024 года в Софии состоялся бой с болгарским боксёром Кубратом Пулевым. Болгарин должен был выйти на поединок против регулярного чемпиона WBA, Мануэля Чарра, однако Чарр получил травму и был вынужден сняться с боя. Шевадзуцкий, имея лишь неделю на подготовку, не смог достичь своей оптимальной формы, однако даже в таком состоянии он представил серьезные вызовы. С самого начала боя Игорь активно работал за защитой, применяя прессинг и нанося удары по корпусу. Пулев отвечал на атаки украинца джебами и успешно контролировал дистанцию, что в итоге позволило ему завоевать победу. Судьи единогласно отдали победу Пулеву со счетом 117—111.

#### Бой с Баходиром Жалоловым
5 апреля 2025 года на Барыс Арене (Астана, Казахстан) на недельной подготовке дал бой двукратному олимпийскому чемпиону, непобежденному проспекту Баходиру Жалолову (15-0, 14 КО). Украинский боец сразу захватил центр ринга перекрываясь солидным блоком начал давить на звёздного узбека. Баходир легко уходил на ногах не ввязываясь в плотный бой. Начало  боя было без ярких моментов, часто Жалолов просто отталкивал соперника а рефери не делал замечаний. Включился Жалолов в 3-м раунде - смог послать украинца в нокдаун точным левым прямым. В последующих раундах снова наступила пауза, а публика начала недовольно гудеть. В 7-м раунде Шевадзуцкий попал в Баходира, но развить момент не смог. Последние раунды прошли в избегании плотного боя, клинчах и скучной вязкой борьбе от узбекского боксера. Судьи выставили единогласный счёт в пользу Жалолова:100—89, 97—92, 97—93.

## Статистика профессиональных боёв
В таблице перечислены результаты всех поединков боксёров.
В каждой строке указан результат поединка. Дополнительно номер поединка обозначен цветом, который обозначает итог поединка. Расшифровка обозначений и цветов представлена в нижеследующей таблице.
| Пример | Расшифровка                     |
| ------ | ------------------------------- |
|        | Победа                          |
|        | Ничья                           |
|        | Поражение                       |
|        | Планируемый поединок            |
|        | Поединок признан несостоявшимся |
| КО     | Нокаут                          |
| ТКО    | Технический нокаут              |
| PTS    | Решение судей (по очкам)        |
| UD     | Единогласное решение судей      |
| MD     | Решение большинства судей       |
| SD     | Раздельное решение судей        |
| RTD    | Отказ от продолжения боя        |
| DQ     | Дисквалификация                 |
| NC     | Поединок признан несостоявшимся |

| 15 поединков, 12 побед (10 нокаутом), 3 поражения. | 15 поединков, 12 побед (10 нокаутом), 3 поражения. | 15 поединков, 12 побед (10 нокаутом), 3 поражения. | 15 поединков, 12 побед (10 нокаутом), 3 поражения. | 15 поединков, 12 побед (10 нокаутом), 3 поражения. | 15 поединков, 12 побед (10 нокаутом), 3 поражения. | 15 поединков, 12 побед (10 нокаутом), 3 поражения.                        |
| Бой                                                | Рекорд                                             | Дата                                               | Соперник                                           | Место боя                                          | Результат                                          | Данные о бое                                                              |
| -------------------------------------------------- | -------------------------------------------------- | -------------------------------------------------- | -------------------------------------------------- | -------------------------------------------------- | -------------------------------------------------- | ------------------------------------------------------------------------- |
| 15                                                 | 12-3                                               | 5 апреля 2025                                      | Баходир Жалолов (14-0)                             | Барыс Арена, Астана, Казахстан                     | UD 10                                              | Счёт судей: 89-100, 92-97, 93-97. Шевадзуцкий в нокдауне в третьем раунде |
| 14                                                 | 12-2                                               | 7 декабря 2024                                     | Якуб Сосински (8-8-1)                              | Ballhaus Arena, Ашерслебен, Германия               | KO 2 (6), 0:20                                     |                                                                           |
| 13                                                 | 11-2                                               | 30 марта 2024                                      | Кубрат Пулев (30-3)                                | Армеец, София, Болгария                            | UD 12                                              | Бой за титул WBA International. Счёт судей: 117-111 (трижды).             |
| 12                                                 | 11-1                                               | 25 февраля 2024                                    | Эдонис Бериша (7-0)                                | Black Wolves Fight Club, Висбаден, Германия        | TKO 4 (6), 0:03                                    |                                                                           |
| 11                                                 | 10-1                                               | 22 апреля 2023                                     | Баколе Илунга (18-1)                               | G2A Arena, Жешув, Польша                           | TKO 3 (10), 0:45                                   |                                                                           |
| 10                                                 | 10-0                                               | 13 августа 2022                                    | Кевин Джонсон (35-19-1)                            | ECB Boxgym, Гамбург, Германия                      | PTS 8                                              | Счёт судьи: 78-75.                                                        |
| 9                                                  | 9-0                                                | 18 декабря 2021                                    | Камиль Соколовский (11-23-2)                       | Ледовый Дворец «Терминал», Бровары, Украина        | UD 6                                               | Счёт судей: 58-56 (трижды).                                               |
| 8                                                  | 8-0                                                | 12 июня 2021                                       | Паата Адуашвили (10-30-3)                          | AKKO International, Киев, Украина                  | TKO 2 (8), 2:23                                    |                                                                           |
| 7                                                  | 7-0                                                | 11 апреля 2021                                     | Рамази Гогичашвили (14-31-2)                       | AKKO International, Киев, Украина                  | TKO 3 (6), 0:08                                    |                                                                           |
| 6                                                  | 6-0                                                | 6 марта 2021                                       | Александр Няхайчик (1-5)                           | AKKO International, Киев, Украина                  | TKO 1 (6), 2:23                                    |                                                                           |
| 5                                                  | 5-0                                                | 3 октября 2020                                     | Аднан Деронья (3-1)                                | Римский амфитеатр, Пловдив, Болгария               | TKO 3 (6), 1:30                                    |                                                                           |
| 4                                                  | 4-0                                                | 1 июля 2020                                        | Игорь Пилипенко (5-49-2)                           | Club Atlas, Киев, Украина                          | TKO 1 (6), 1:24                                    |                                                                           |
| 3                                                  | 3-0                                                | 14 декабря 2019                                    | Даниэль Роблес (3-7-2)                             | Kolodruma, Пловдив, Болгария                       | RTD 3 (6), 3:00                                    |                                                                           |
| 2                                                  | 2-0                                                | 26 июля 2019                                       | Коллен Мавхундуце (0-2-1)                          | Thabo Vuyo School, Руксвиль, Фри-Стейт, ЮАР        | KO 1 (4)                                           |                                                                           |
| 1                                                  | 1-0                                                | 23 июня 2019                                       | Викус Людеке (0-4)                                 | Time Square, Претория, Гаутенг, ЮАР                | TKO 1 (4)                                          | Профессиональный дебют.                                                   |
| Бой                                                | Рекорд                                             | Дата                                               | Соперник                                           | Место боя                                          | Результат                                          | Данные о бое                                                              |